# Đồng Tâm, thành phố Yên Bái
Đồng Tâm là một phường cũ thuộc thành phố Yên Bái cũ, tỉnh Yên Bái cũ, Việt Nam.

## Địa lý
Phường Đồng Tâm có vị trí địa lý
- Phía đông giáp phường Yên Thịnh và xã Tân Thịnh
- Phía tây giáp phường Minh Tân
- Phía nam giáp phường Yên Ninh
- Phía bắc giáp xã Minh Bảo.

Phường Đồng Tâm có diện tích 4,02 km², dân số năm 2019 là 11.936 người, mật độ dân số đạt 2.969 người/km².

## Lịch sử
Phường Đồng Tâm trước đây là một phần của phường Minh Tân thuộc thị xã Yên Bái.
Ngày 6 tháng 6 năm 1988, Hội đồng Bộ trưởng ban hành ban hành Quyết định số 101-HĐBT về việc phân vạch địa giới hành chính một số phường thuộc thành phố Yên Bái. Theo đó, chia phường Minh Tân thành hai phường Minh Tân và Đồng Tâm.
Phường Đồng Tâm có 50 tổ dân phố (từ tổ 1 đến tổ 50) và 7.505 nhân khẩu.
Ngày 11 tháng 1 năm 2002, Thủ tướng Chính phủ ra Nghị định số 05/2002/NĐ-CP về việc thành lập thành phố Yên Bái thuộc tỉnh Yên Bái. Phường Đồng Tâm trực thuộc thành phố Yên Bái.
Ngày 16 tháng 6 năm 2025, Ủy ban Thường vụ Quốc hội ban hành Nghị quyết số 1673/NQ-UBTVQH15 về việc sắp xếp các đơn vị hành chính cấp xã của tỉnh Lào Cai năm 2025. Theo đó, sắp xếp toàn bộ diện tích tự nhiên, quy mô dân số của phường Đồng Tâm, phường Yên Ninh, phường Minh Tân, phường Nguyễn Thái Học, phường Hồng Hà thành phường mới có tên gọi là phường Yên Bái.